# Fort Kongensten
Fort Kongenstein var en dansk handelspost og fort, der lå i Ada Foah, Ghana. Det blev opført i 1783 som en del af forterne lang den danske Guldkyst. En større del af fortet er siden blev taget af havet.